# Castelcovati
Castelcovati (IPA: /kasˌtɛlkoˈvati/; Castelcuàt in dialetto bresciano) è un comune italiano di 7 070 abitanti della provincia di Brescia in Lombardia. È situato nella Bassa Bresciana occidentale.

## Geografia fisica

### Territorio

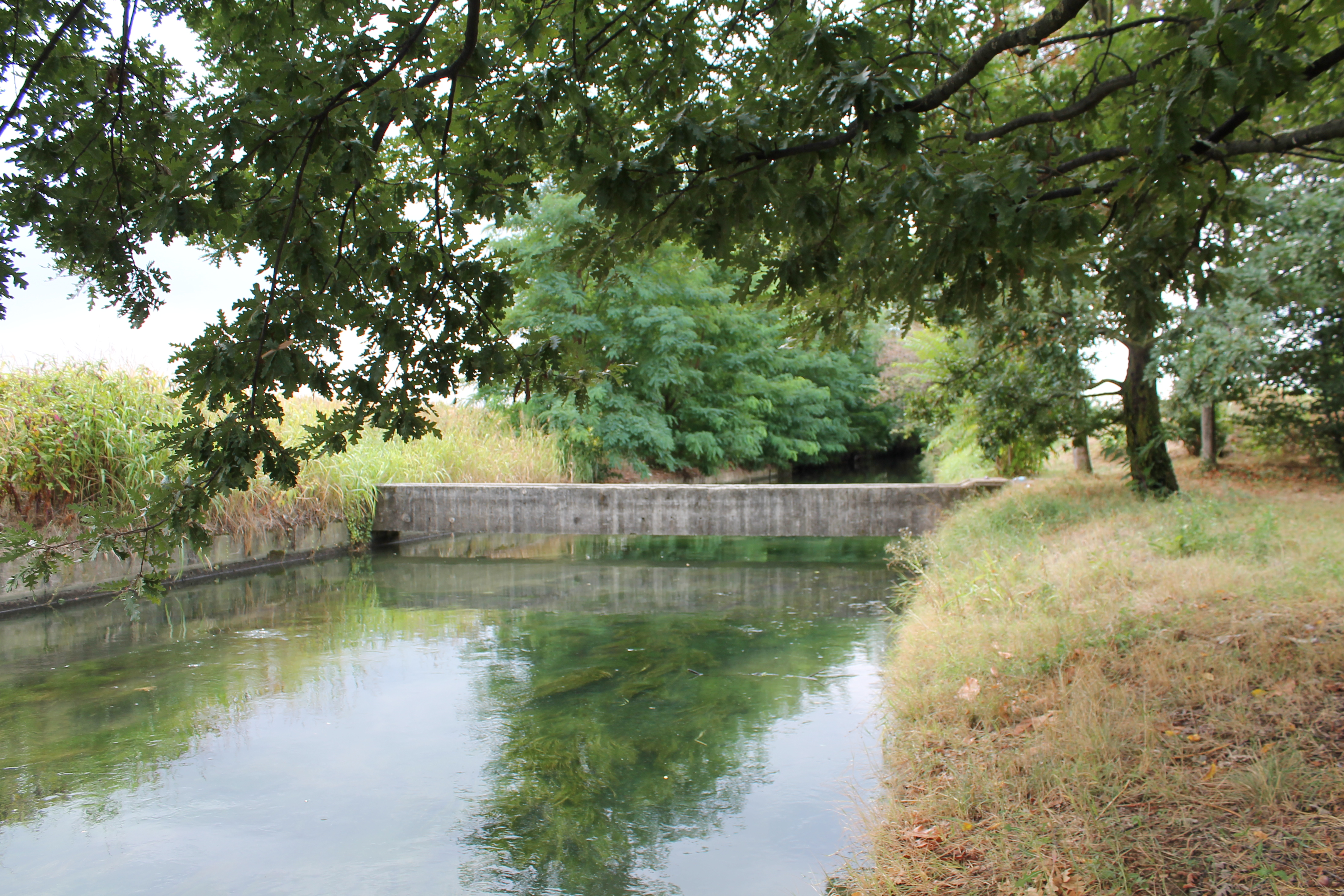
Canale Castellana.

Il territorio, che si trova nella parte a nord ovest della Pianura Padana, ha il centro abitato che dista 31 km circa da Brescia, il capoluogo della  provincia.
Castelcovati è privo di qualsiasi rilievo e corso d'acqua di origine naturale e nella sua parte meridionale confina con la zona delle risorgive, presenti nel comune limitrofo di Comezzano-Cizzago.
Il principale canale artificiale è la Castellana, proveniente da Urago d'Oglio e diretta verso Trenzano e Castrezzato.
Si trova in zona sismica 2, cioè una zona con pericolosità sismica media, nella quale possono verificarsi terremoti abbastanza forti.

### Clima
Castelcovati è sito nella zona climatica E. Il clima è quindi temperato subcontinentale, che presenta lunghi e freddi inverni, estati calde e afose e un tasso di umidità elevato ed è dunque classificato come subtropicale umido (Cfa) secondo Köppen.
| BRESCIA GHEDI (1961-1990)   | Mesi         | Mesi         | Mesi        | Mesi        | Mesi        | Mesi        | Mesi        | Mesi        | Mesi        | Mesi        | Mesi        | Mesi         | Stagioni | Stagioni | Stagioni | Stagioni | Anno  |
| BRESCIA GHEDI (1961-1990)   | Gen          | Feb          | Mar         | Apr         | Mag         | Giu         | Lug         | Ago         | Set         | Ott         | Nov         | Dic          | Inv      | Pri      | Est      | Aut      | Anno  |
| --------------------------- | ------------ | ------------ | ----------- | ----------- | ----------- | ----------- | ----------- | ----------- | ----------- | ----------- | ----------- | ------------ | -------- | -------- | -------- | -------- | ----- |
| T. max. media (°C)          | 4,3          | 7,9          | 12,8        | 17,1        | 22,0        | 26,1        | 28,6        | 27,5        | 24,1        | 18,2        | 10,4        | 5,2          | 5,8      | 17,3     | 27,4     | 17,6     | 17,0  |
| T. min. media (°C)          | −2,8         | −0,7         | 2,9         | 6,8         | 11,3        | 15,3        | 17,8        | 17,2        | 13,9        | 8,7         | 3,1         | −1,6         | −1,7     | 7,0      | 16,8     | 8,6      | 7,7   |
| T. max. assoluta (°C)       | 16,4 (1983)  | 22,0 (1990)  | 23,2 (1990) | 27,1 (1987) | 31,2 (1975) | 34,8 (1962) | 36,1 (1983) | 35,0 (1983) | 31,6 (1973) | 26,8 (1986) | 19,0 (1972) | 17,0 (1989)  | 22,0     | 31,2     | 36,1     | 31,6     | 36,1  |
| T. min. assoluta (°C)       | −19,4 (1985) | −11,1 (1987) | −8,6 (1971) | −2,0 (1973) | 0,2 (1987)  | 7,1 (1986)  | 9,4 (1980)  | 8,1 (1986)  | 3,8 (1972)  | −1,7 (1973) | −8,2 (1988) | −11,0 (1986) | −19,4    | −8,6     | 7,1      | −8,2     | −19,4 |
| Nuvolosità (okta al giorno) | 5,5          | 4,6          | 4,2         | 4,4         | 4,3         | 3,9         | 3,0         | 3,0         | 3,2         | 3,9         | 5,3         | 5,3          | 5,1      | 4,3      | 3,3      | 4,1      | 4,2   |
| Precipitazioni (mm)         | 59,6         | 53,9         | 63,8        | 69,2        | 91,7        | 75,0        | 72,5        | 84,8        | 62,4        | 83,7        | 78,6        | 53,8         | 167,3    | 224,7    | 232,3    | 224,7    | 849,0 |
| Giorni di pioggia           | 7            | 6            | 7           | 8           | 9           | 8           | 6           | 6           | 6           | 6           | 8           | 6            | 19       | 24       | 20       | 20       | 83    |
| Umidità relativa media (%)  | 86           | 81           | 75          | 76          | 73          | 71          | 72          | 72          | 75          | 79          | 85          | 86           | 84,3     | 74,7     | 71,7     | 79,7     | 77,6  |
| Vento (direzione-m/s)       | W 3,3        | E 3,4        | E 3,7       | E 3,6       | E 3,3       | E 3,2       | E 3,2       | E 3,2       | E 3,1       | E 3,2       | E 3,3       | W 3,2        | 3,3      | 3,5      | 3,2      | 3,2      | 3,3   |

## Origini del nome
Nel 1380 il paese si chiamava Castrocovatorum, nel sec. XV Castrumcovatorum, nel sec. XVI Castel de Covadi.
Esistono opinioni controverse riguardo all'etimologia di Castelcovati. Il Guerrini pensa che il paese abbia preso nome dalla famiglia nobiliare dei Covati, il Gnaga osserva che il nome Castrumcovatorum sia precedente alla signoria dei Malatesta, signoria nella quale i Covati non risultano tra i feudatari bresciani. Tuttavia, non si sa dare una precisa origine etimologica al toponimo Castelcovati.

## Storia

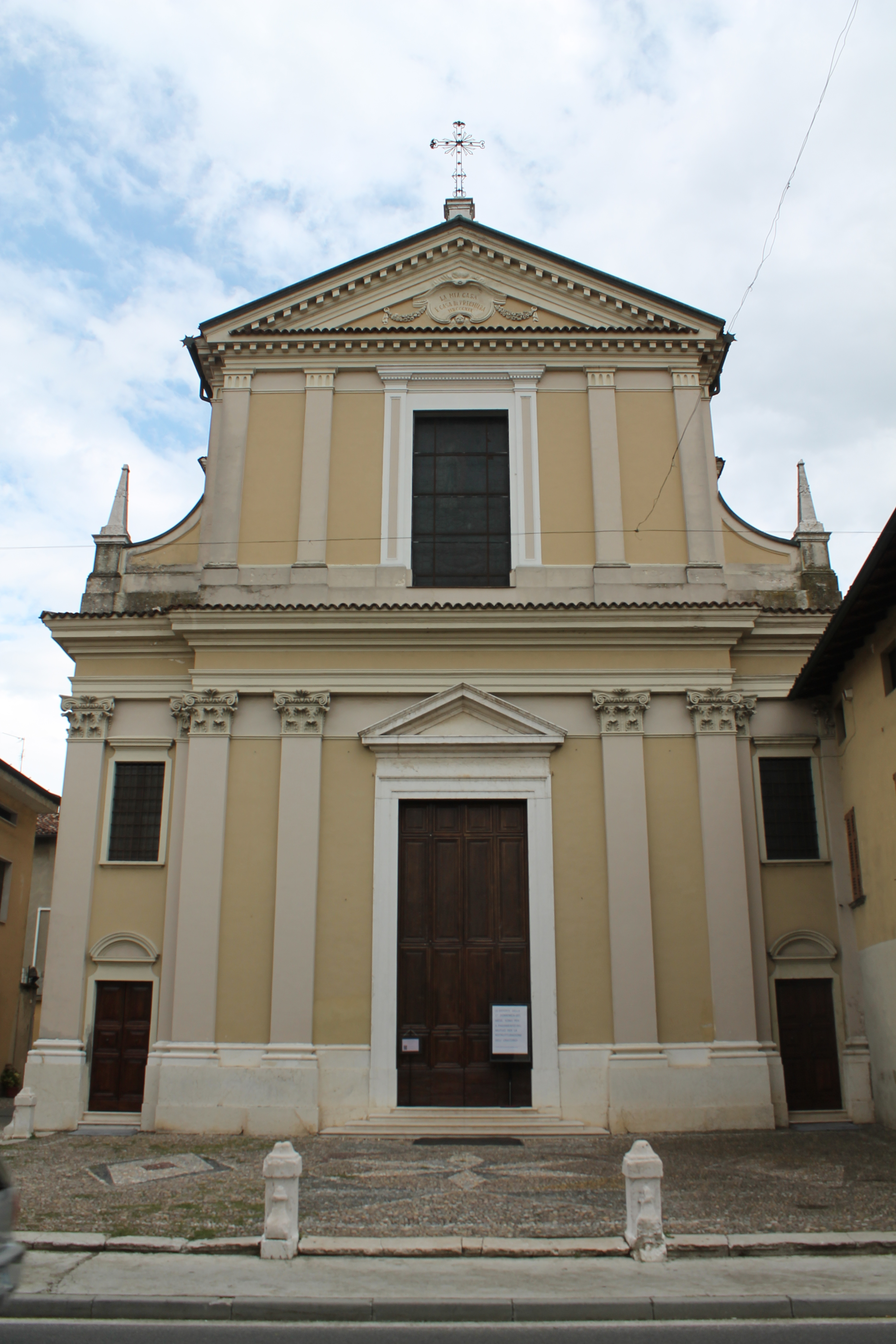
Chiesa parrocchiale di Sant'Antonio Abate.

Originariamente il territorio covatese era paludoso e acquitrinoso, venne poi bonificato.
I primi insediamenti certi nel territorio di Castelcovati risalgono al XII secolo quando venne costruita la chiesa di S. Maria della Nuvole (sorta proprio sul terreno bonificato) ed intorno ad essa si sviluppò un villaggio di impronta agricola.
La chiesa di S. Maria delle Nuvole era situata a sud di Castelcovati, sulla strada che va in direzione di Comezzano. Originariamente la Chiesa era detta "Lignigula" (gli abitanti del luogo erano infatti chiamati "Lignigoli"), ma successivamente gli storici la rinominarono S. Maria delle Nuvole ignorando la storia e l'etimologia. Potrebbe anche però derivare dal termine "noali" che indica la campagna strappata alla palude e agli acquitrini. Nel febbraio dell'anno 1840 una lettera dei Luoghi Pii di Brescia sollecita la distruzione della chiesetta. Intorno alla fine di quel secolo la chiesa scompare dalle carte geografiche e non ve ne rimane oggigiorno più neanche una traccia.
Nel maggio del 1220, Obertino Gambara, il podestà di Brescia, toglieva qualsiasi dazio dal piccolo castello (che poi non era un vero castello, ma solo un ricetto per la protezione dei coloni che abitavano il borgo) presente sul territorio di Castelcovati. Il borgo, grazie alle immunità comunali, prendeva il nome di Villafranca. Solo in seguito sarà chiamato Castrum Coatorum.
Nel 1322 l'esercito tedesco di Enrico d'Austria saccheggiò il borgo e incendiò il castello e successivamente nel 1701 il sacco si ripeté.
Il principe Eugenio di Savoia (comandante dell'esercito austriaco) aveva vinto il 1º settembre di quell'anno una significativa battaglia combattuta sul territorio di Chiari. I due eserciti, tuttavia, rimasero a misurarsi nell'area fino al 13 novembre, quando segretamente i franco-spagnoli mossero oltre l'Oglio di notte. Eugenio aveva chiesto tempo prima alla comunità di Castelcovati di avvertirlo se l'armata delle Due Corone avesse tentato di muovere in direzione del fiume, perché temeva che avesse potuto riunirsi con rinforzi provenienti da Milano. Dato che i cittadini del borgo non si sentivano obbligati ad interferire, non avvisarono il generale dell'armata alemanna che in quell'occasione saccheggiò per rappresaglia il villaggio castelcovatese: distrusse intere contrade e arrivò a derubare perfino la chiesa. Il paese venne ridotto alla fame.
All'inizio del XV secolo venne costruito l'oratorio campestre di San Marino e nel Quattrocento il paese divenne parte della Serenissima Repubblica di Venezia.
Nel 1820 vennero portati a termine i lavori della costruzione della chiesa parrocchiale dedicata a Sant'Antonio Abate. Nel 1836 il paese fu colpito dal colera, che causò la morte di buona parte della popolazione, e nel XX secolo il paese venne investito da una grande crescita demografica e economica.

### Simboli
(D.P.R. 18 aprile 2011)
(D.P.R. 18 aprile 2011)
Lo stemma richiama l'antica fortificazione ed è noto dal XVIII secolo quando appare in un dipinto, con due banderuole che cimavano le torri, accompagnato dall'iscrizione «Stemma della Comunità del Castello di Covati».
In precedenza era stato descritto: campo di cielo, al castello al naturale, con il fastigio privo di merli, e le due torri coperte, aperto e finestrato di nero, fondato sulla campagna di verde e sormontato dall'aquila al naturale con gli artigli sulla sommità delle torri.

## Monumenti e luoghi d'interesse

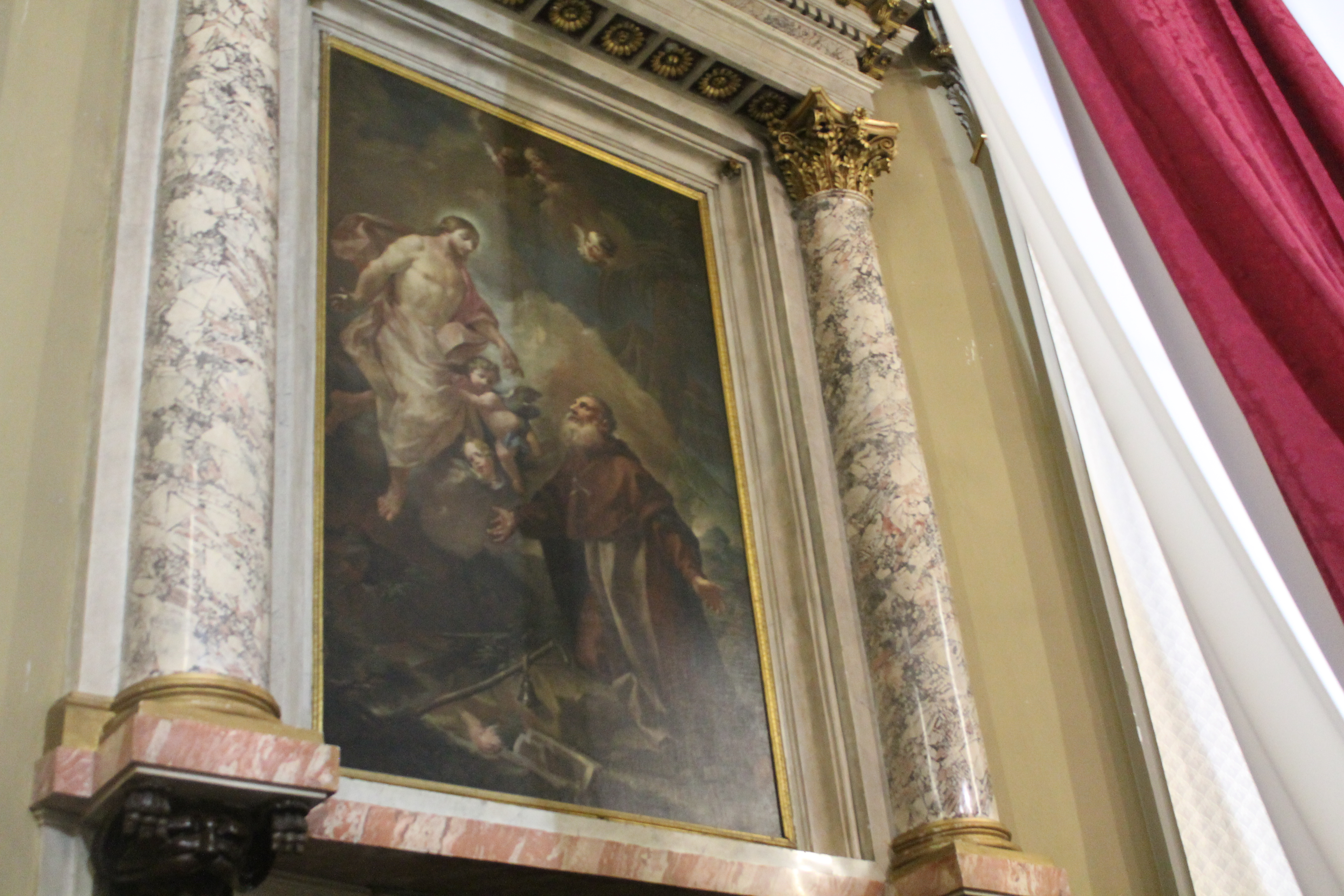
Pala dell'altare della Chiesa Parrocchiale (opera di Sante Cattaneo).

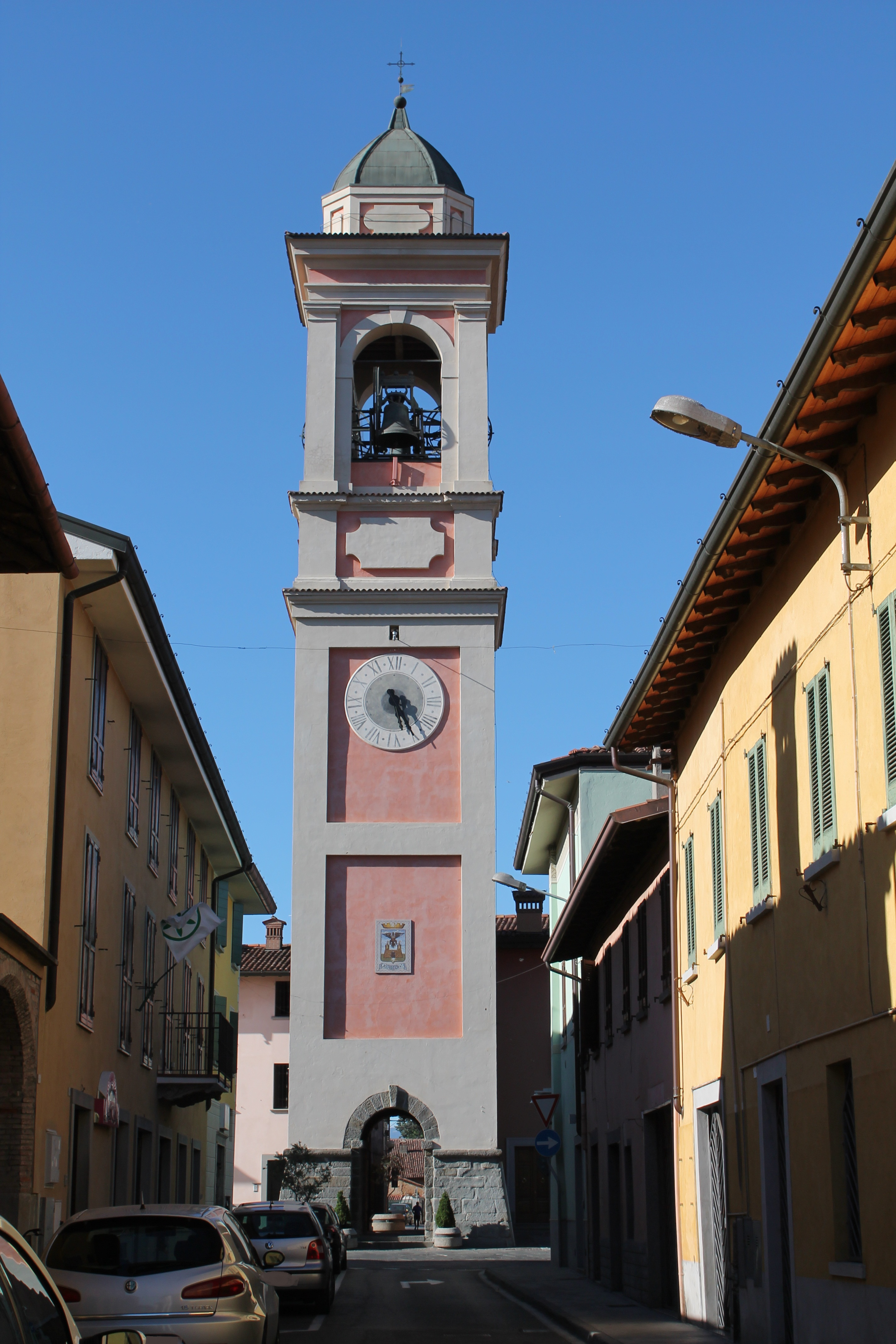
Il Campanile di Castelcovati

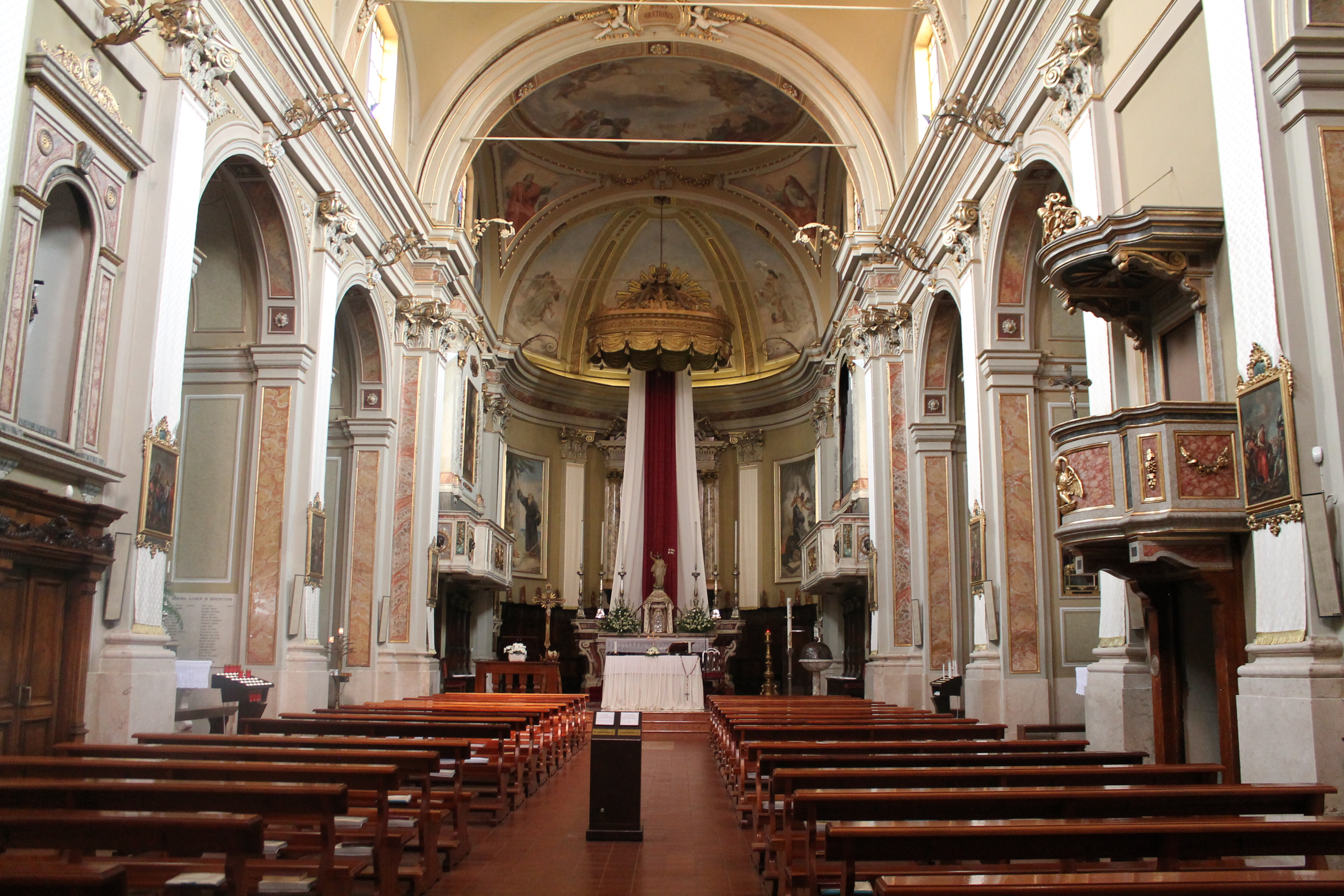
L'interno della chiesa parrocchiale di Castelcovati.

### Architetture religiose
- Chiesa di Sant'Antonio Abate, parrocchiale. La vecchia chiesa era architettonicamente molto semplice: un pavimento in cotto, un soffitto costituito di travi e una sola navata. Il coro aveva un volto di mattoni e un pavimento ricoperto di marmo.[19] Nel 1792 iniziarono i lavori per costruzione della nuova chiesa parrocchiale a sostituzione della vecchia chiesa oramai insufficiente a contenere la popolazione.[20] Da quanto risulta dalla visita pastorale dell'allora vescovo Ferrari nel 1841 gli storici vengono a conoscenza che i lavori sono ultimati, ma che la Nuova Chiesa non è ancora stata consacrata.[19]

Nella nuova chiesa troviamo diverse opere d'arte particolarmente pregevoli: la pala dell'altare maggiore che rappresenta l'apparizione di Cristo a Sant'Antonio Abate (opera del salodiano Sante Cattaneo), la Via Crucis (opera del clarense Giuseppe Teosa) e la volta della navata presenta scene evangeliche (Presepio, Crocifissione, Resurrezione e Ascensione), accompagnate da figure di santi poste in medaglioni. 

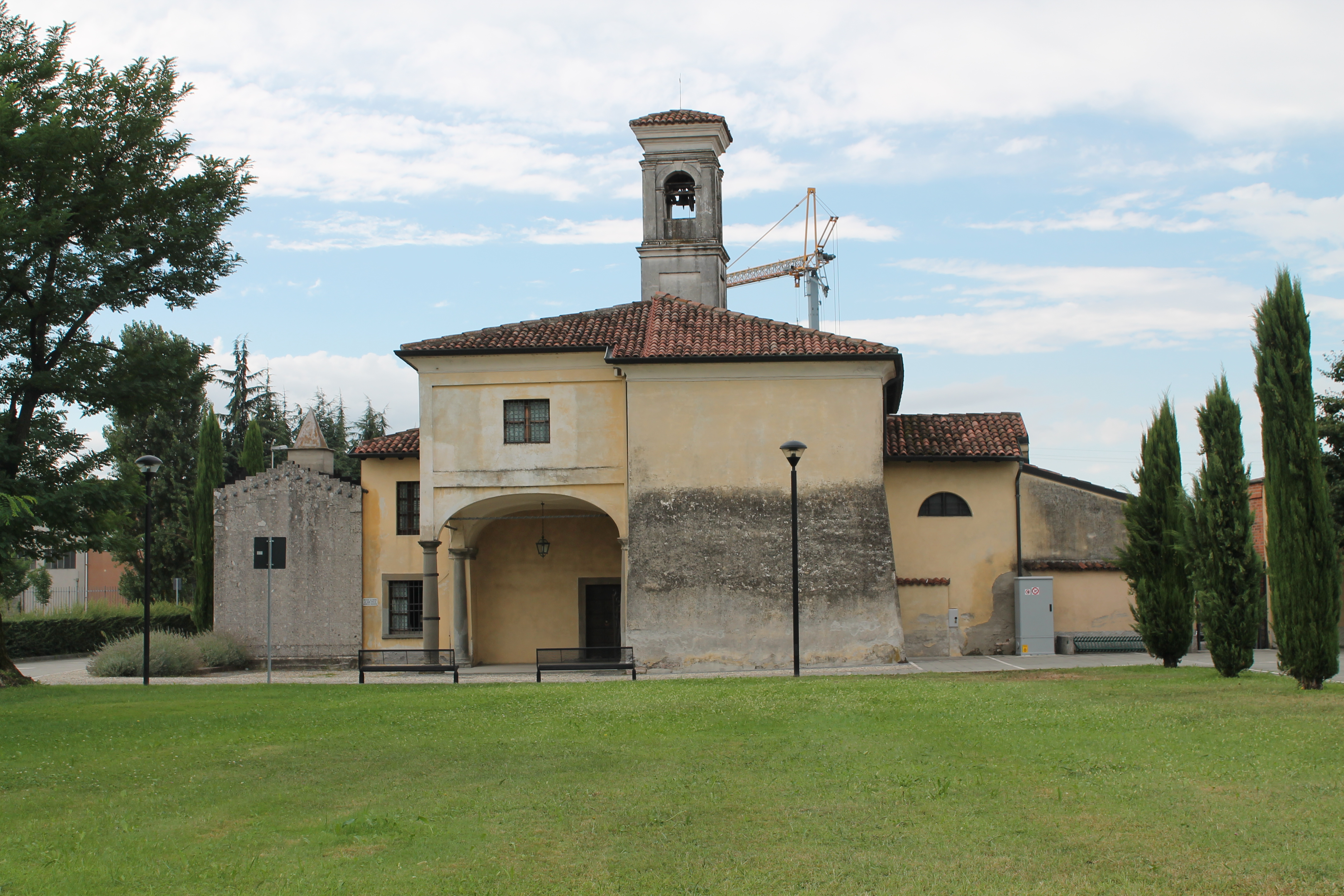
La Chiesa di S. Marino.

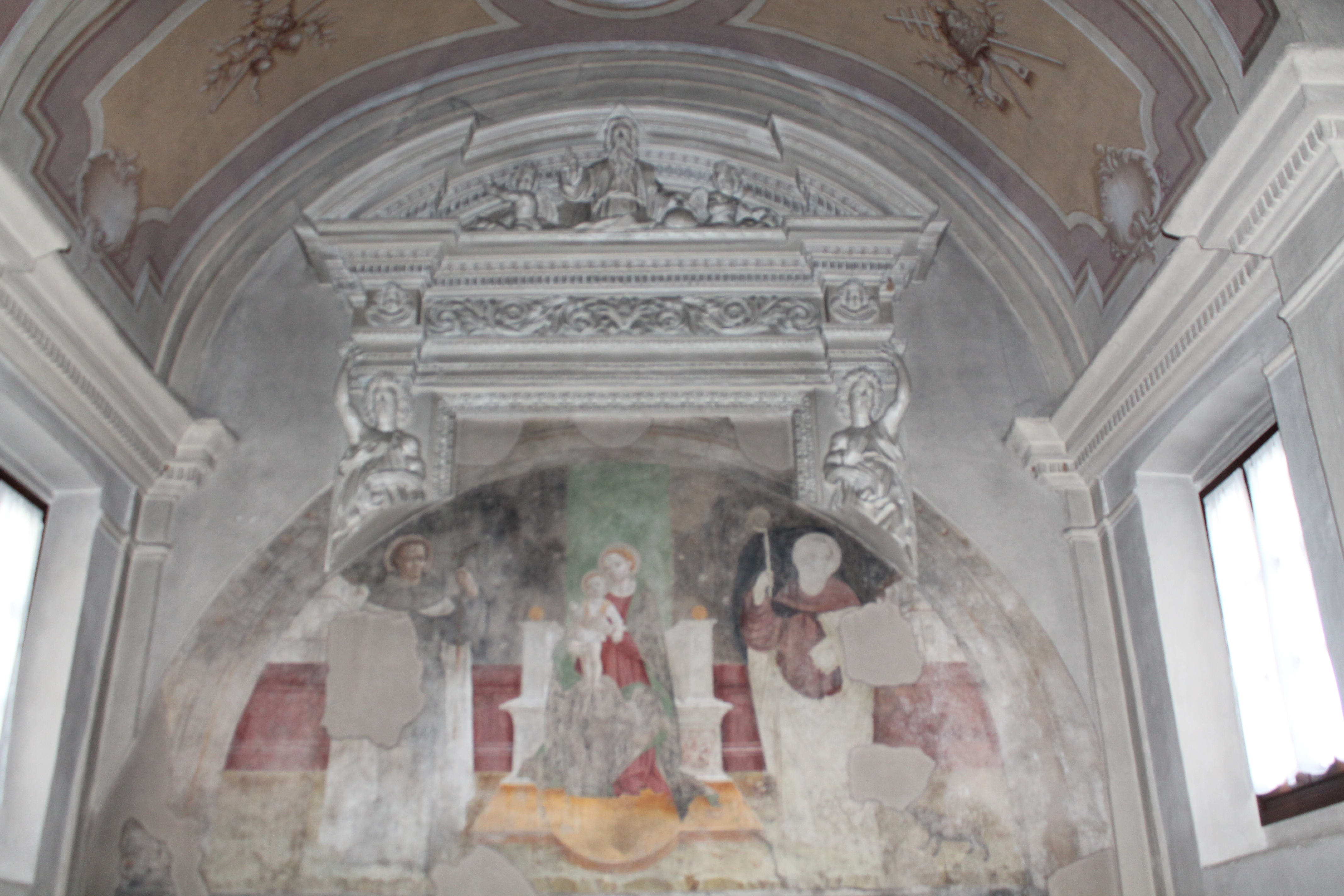
Affresco della Madonna con il Bambino

- Chiesa di San Marino. Edificata nel 400' probabilmente per volontà della famiglia De Marinis, nacque inizialmente come oratorio campestre a cui in seguito a causa delle direttive napoleoniche venne annesso un cimitero. Sulle pareti interne del tempio trovano posto numerosi affreschi quattro e cinquecenteschi. Il principale, che sovrastava l'originario unico altare, attribuito alla scuola del Foppa, raffigura la Madonna con Bambino in trono, affiancata dai santi Antonio Abate e Marino.[21] Oltre al grande affresco della Madonna in trono con il Bambino, la chiesetta di San Marino conserva una grande quantità di pitture votive cinquecentesche disseminate disorganicamente lungo tutte le pareti. Tra le pitture si può notare una netta predominanza dell'immagine di San Rocco la cui venerazione era esercitata in particolare durante le pestilenze.[22]

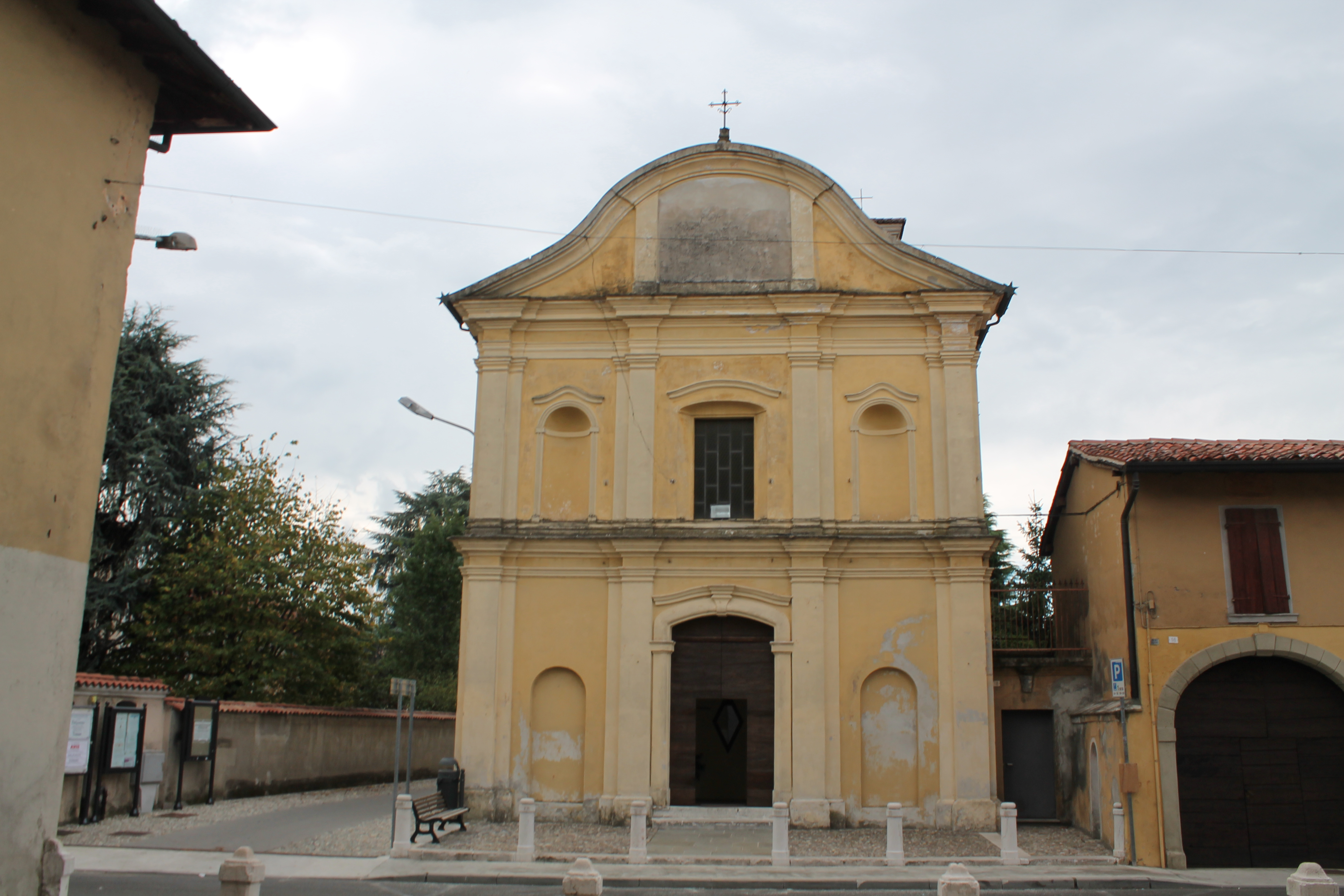
La Chiesa di S. Alberto.

- Chiesa di Sant'Alberto. Non si hanno molte notizie riguardo a questa chiesa. La costruzione di essa si può però far risalire all'esistenza di paludi nell'antichità sul territorio castelcovatese. Essendo la zona in condizioni di insalubrità, la gente si rivolgeva a Sant'Alberto perché egli intercedesse contro la malaria. Nella seconda metà del XVIII secolo vi sono dei documenti che riportano una festa in onore di questo santo: vicino alla chiesa veniva allestita una fiera a cui partecipavano molte persone (nonostante fosse prevalentemente profana).[23]

### Architettura civile

#### Il Campanile

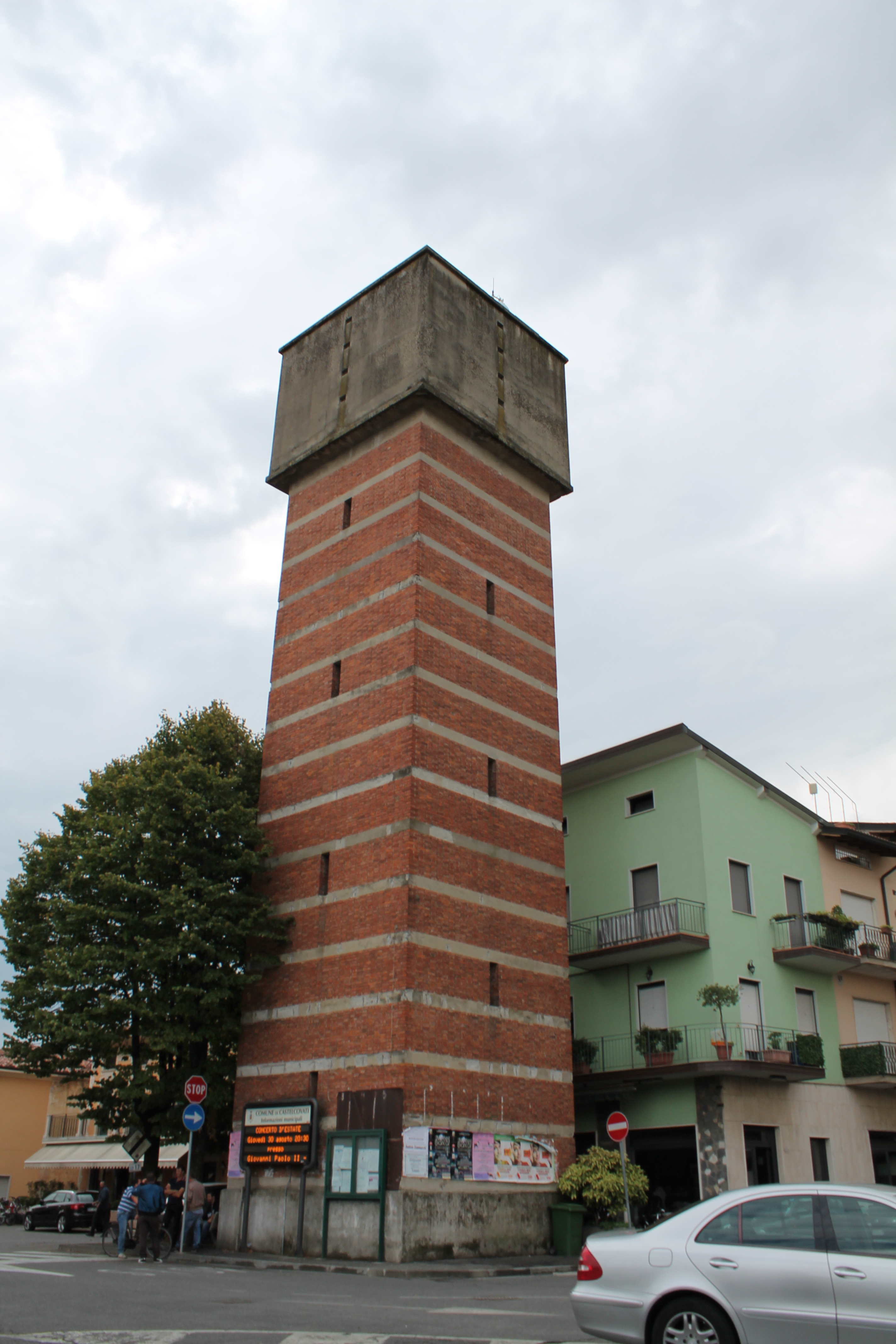
Il Vecchio Acquedotto di Castelcovati.

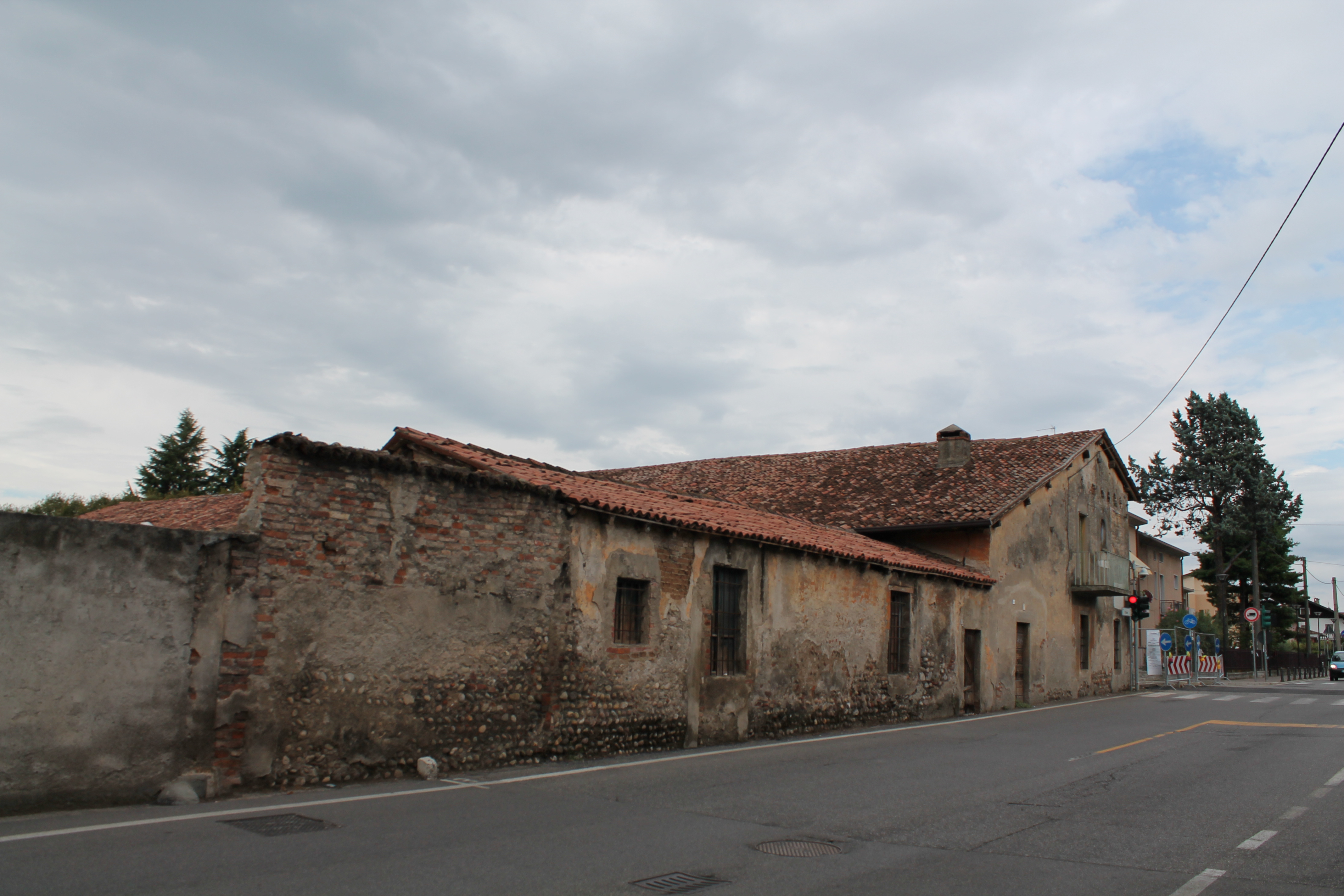
Una tra le più vecchie cascine di Castelcovati

Il campanile castelcovatese è, secondo alcuni storici, l'antica torre del castello che sorgeva all'incrocio delle strade Chiari-Comezzano e Castrezzato-Urago d'Oglio.
Un possente bastione e una porta che oggi è diventata la torre e che domina, caratteristica, il centro del paese rappresentano ancora la struttura del vecchio castello. Il Panazza (Storia di Brescia, vol. I) sottolinea che del castello rimane solo la torre mutata in campanile.
Quest'ultima citazione evidenzia il fatto che gli uomini locali dovettero intervenire per ergere la loro torre campanaria al posto della vecchia torre del castrum.
Pare possibile l'ipotesi che la torre sorgesse sopra una torre precedente o sopra la porta d'ingresso del castrum, nonostante il Da Lezze nel Catastico Bresciano risulti che a Castelcovati vi fosse "un poco di Castello, ma destrutto". Dalle diverse visite pastorali avvenute nel Cinquecento e Seicento (i cui atti sono conservati negli archivi delle diocesi di Brescia e Milano) veniamo a sapere che esisteva un campanile contiguo al coro della Chiesa Parrocchiale. L'abbattimento della torre potrebbe essere stato dovuto alla necessità di ampliare la chiesa o il coro. Oppure, divenuta pericolante, venne comunque abbassata.
Al suo posto venne innalzato quello che dovrebbe essere l'attuale campanile. Nel corso di contenziosi fra parroco e comunità troviamo le memorie del come e del perché fu costruito il nuovo campanile.
Nel 1829 la ditta soncinese Torriani costruì l'orologio della torre e successivamente vennero rifatti in legno i sostegni delle campane e nel 1981 vennero nuovamente sostituiti con sostegni in leghe metalliche.
Sul lato volto verso la via S. Antonio (a sud) è stato collocato nel gennaio 2005 il mosaico dell'artista Elena Cesana, rappresentante lo stemma civico. Il campanile e le campane fuse nel 1822 vennero interessate da un restauro nel XXI secolo.

## Società

### Evoluzione demografica
Abitanti censiti

Il paese è sempre stato interessato da un costante aumento demografico. In particolare, tra l'anno 1991 e il 2011 il grande incremento della popolazione è stato dovuto alla grande crescita economica avvenuta in quegli anni.

### Etnie e minoranze straniere
La popolazione straniera residente al 1º gennaio 2023 era di 1326 individui su un totale di 6875 abitanti. L'incidenza della popolazione straniera era del 19,3%.
Nel conteggio sono esclusi cittadini con origine straniera che hanno acquisito la cittadinanza italiana

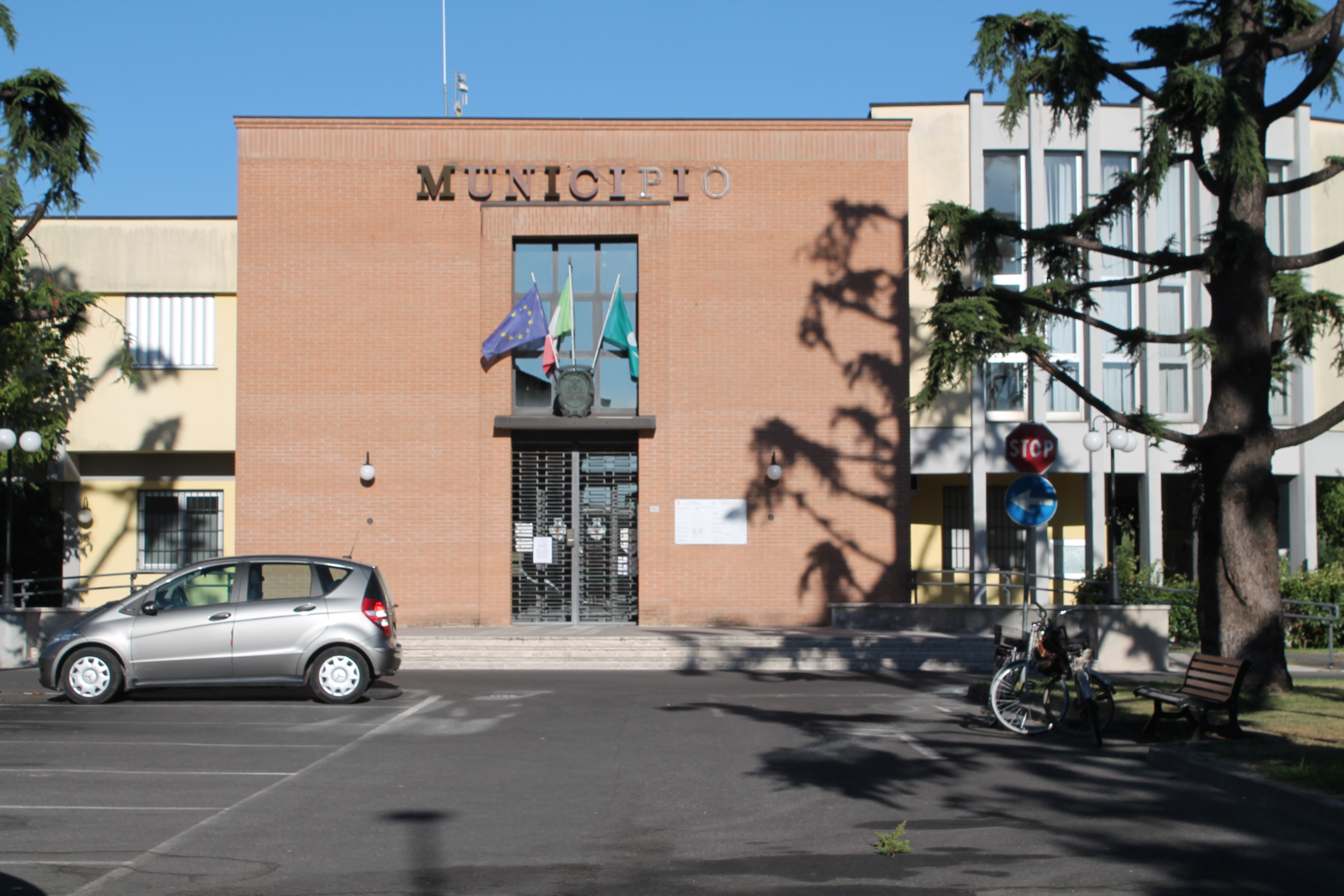
Il municipio di Castelcovati.

### Lingue e dialetti
La lingua ufficiale è l'italiano, nonostante abbia una certa diffusione il dialetto bresciano (idioma appartenente al ceppo delle lingue gallo-italiche).

### Religione
Il territorio è compreso nella Parrocchia di Castelcovati.
Sono presenti tre chiese (la chiesa di S. Alberto, la chiesa di S. Marino e la chiesa parrocchiale dedicata a S. Antonio Abate).

## Cultura

### Biblioteche
Nel comune un importante ruolo culturale è svolto dalla biblioteca Gianni Rodari appartenente al Sistema bibliotecario Sud ovest bresciano.

### Scuole
Nel territorio del comune è presente l'istituto comprensivo Martin Luther King, che comprende una scuola primaria e una scuola secondaria di primo grado, nonché tre scuole nel vicino Comezzano-Cizzago. È inoltre presente una scuola dell'infanzia.

### Musica
Nel comune è presente il Corpo Bandistico di Castelcovati e l'Accademia musicale

### Cucina
Il piatto tipico castelcovatese per eccellenza è il raviolo, detto comunemente casünsèl, che viene cucinato con burro, salvia e parmigiano grattugiato. Il ripieno del raviolo è costituito di pangrattato, formaggio grattugiato, burro, brodo di carne, prezzemolo, spezie, aglio e concentrato di pomodoro.
Piatto molto apprezzato è lo spiedo, infatti nel luglio 2010 Castelcovati è entrata nel Guinness dei Primati per lo Spiedo più lungo del mondo.
Un piatto popolare molto amato è la polenta.

## Economia

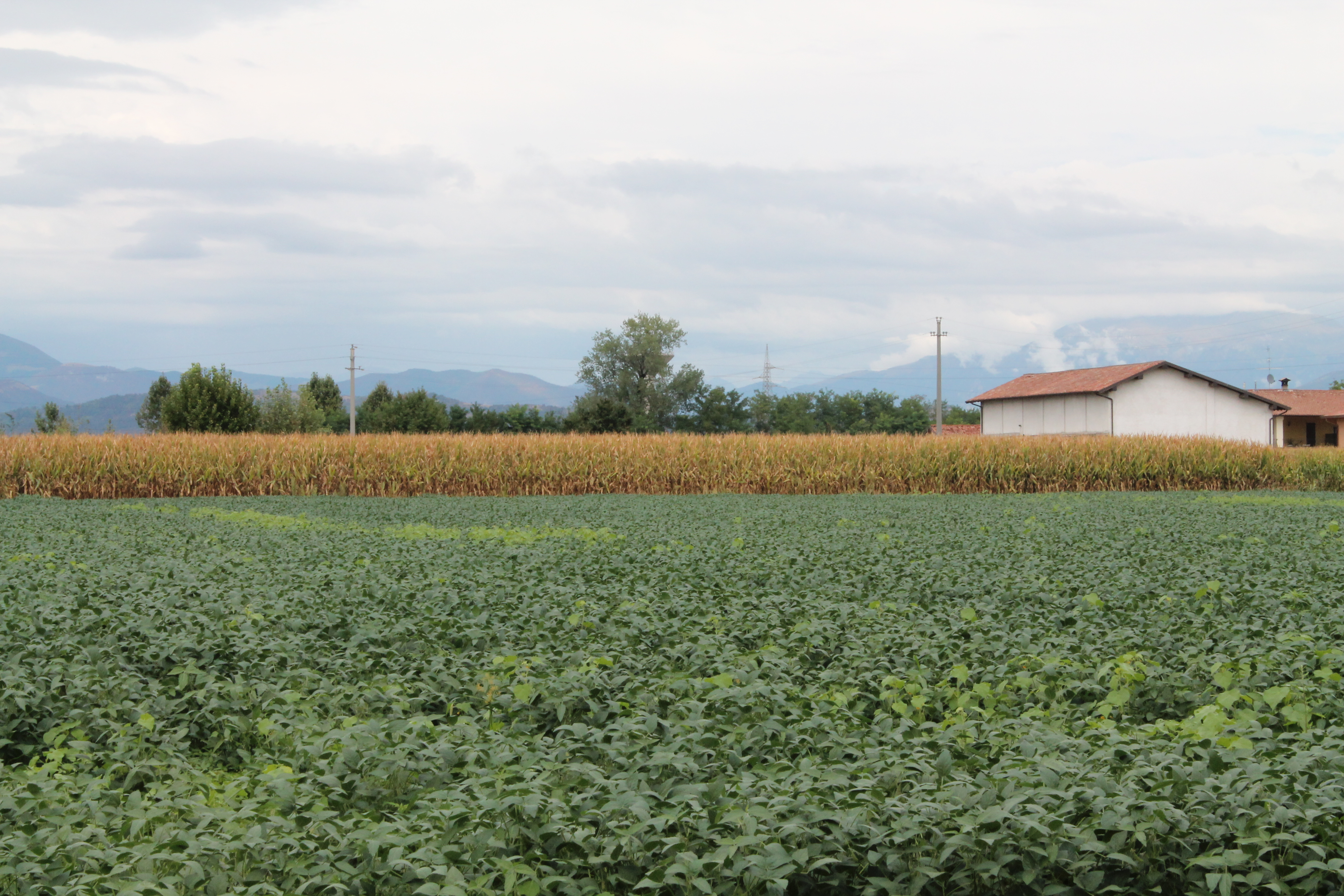
La Campagna di Castelcovati.

Castelcovati fino agli anni cinquanta era un paese di impronta agricola.
Negli anni sessanta l'economia di Castelcovati conobbe una crescita economica esponenziale dovuta ai guadagni dei molti pendolari impegnati nel settore edile che gravitano nell'area metropolitana milanese per la costruzione di abitazioni, infrastrutture, edifici vari... Attualmente l'economia del paese si basa ancora sull'edilizia. La crisi economica del 2008 ha colpito pesantemente Castelcovati: nel primo trimestre del 2014, il 
tasso di disoccupazione ammonta a circa il 17% del totale della 
popolazione del comune (il più alto nella provincia di Brescia). Il reddito pro capite dei castelcovatesi nel 2014 ammonta a 15.636,47 euro, collocandolo così al di sotto della media della provincia di Brescia.

## Infrastrutture e trasporti

### Strade
Castelcovati è attraversato dalla strada provinciale SP 17 Adro-Chiari-Cizzago e dalla SP 18 Travagliato-Urago d'Oglio.
Il paese è inoltre situato vicino alle uscite di Chiari dell'autostrada A35 (BreBeMi).

### Mobilità urbana
È attivo un servizio di autotrasporti pubblico (gestito dalla SIA).

## Amministrazione
| Periodo | Periodo | Primo cittadino             | Partito | Carica  | Note |
| ------- | ------- | --------------------------- | ------- | ------- | ---- |
| 1866    | 1869    | Fabeni Lorenzo              |         | Sindaco |      |
| 1870    | 1878    | Bruschi Giovanni            |         | Sindaco |      |
| 1879    | 1882    | Cadeo Antonio               |         | Sindaco |      |
| 1883    | 1888    | Fabeni Faustino             |         | Sindaco |      |
| 1889    | 1890    | Cavalleri Giuseppe Paolo    |         | Sindaco |      |
| 1890    | 1891    | Polinari Cristoforo         |         | Sindaco |      |
| 1892    | 1900    | Fabeni Dionisio             |         | Sindaco |      |
| 1901    | 1905    | Onger Paolo                 |         | Sindaco |      |
| 1906    | 1908    | Cadei Angelo                |         | Sindaco |      |
| 1909    | 1915    | Fabeni Stefano              |         | Sindaco |      |
| 1916    | 1917    | Montini G. Battista         |         | Sindaco |      |
| 1918    | 1919    | Fabeni Stefano              |         | Sindaco |      |
| 1920    | 1921    | Tognoli Amos                |         | Sindaco |      |
| 1932    | 1934    | Cadei Giovanni              |         | Sindaco |      |
| 1924    | 1924    | Bruschi Ermete              |         | Sindaco |      |
| 1925    | 1926    | Carmeli Luigi               |         | Sindaco |      |
| 1927    | 1931    | Cossandi Rodolfo            |         | Sindaco |      |
| 1932    | 1934    | Cadei Giovanni              |         | Sindaco |      |
| 1935    | 1935    | Carmeli Luigi               |         | Sindaco |      |
| 1936    | 1939    | Angelini Guido              |         | Sindaco |      |
| 1940    | 1942    | Polloni Enrico              |         | Sindaco |      |
| 1943    | 1943    | Piccinelli Valentino        |         | Sindaco |      |
| 1943    | 1943    | Barcella Sperandio          |         | Sindaco |      |
| 1944    | 1944    | Onger Vincenzo              |         | Sindaco |      |
| 1945    | 1945    | Fabeni Vincenzo             |         | Sindaco |      |
| 1946    | 1948    | Gussago Angelo              |         | Sindaco |      |
| 1949    | 1955    | Cadei Giovanni              |         | Sindaco |      |
| 1956    | 1960    | Festa Francesco             |         | Sindaco |      |
| 1960    | 1990    | Morandini Giuseppe Flaminio |         | Sindaco |      |

Vecchio stemma del Comune di Castelcovati (non ufficiale).

Sindaci eletti direttamente dai cittadini (dal 1995):
| Periodo          | Periodo          | Primo cittadino        | Partito                | Carica      | Note |
| ---------------- | ---------------- | ---------------------- | ---------------------- | ----------- | ---- |
| 24 aprile 1995   | 14 giugno 2004   | Aldo Onger             | lista civica di centro | Sindaco     |      |
| 14 giugno 2004   | 24 maggio 2007   | Roberto Orlandi        | lista civica           | Sindaco     |      |
| 24 maggio 2007   | 14 febbraio 2008 | Michele Tortora        |                        | Commissario |      |
| 14 febbraio 2008 | 16 aprile 2008   | Carmelo Bellissima     |                        | Commissario |      |
| 16 aprile 2008   | 11 giugno 2018   | Camilla Gritti         | Lega Nord              | Sindaco     |      |
| 11 giugno 2018   | 15 maggio 2023   | Alessandra Pizzamiglio | Lega                   | Sindaco     |      |
| 15 maggio 2023   | in carica        | Fabiana Valli          | Lega                   | Sindaco     |      |

## Sport
In paese è situato un centro sportivo polivalente che comprende i campi da calcio, la pista di atletica, la palestra e le relative attrezzature.
Inoltre sono presenti alcune associazioni sportive, come il Vespa Basket. Di recente nascita la squadra del Gruppo Sportivo oratoriale, provvista di un settore giovanile (70 iscritti solo over 12) e tre squadre amatoriali. In passato era presente nel paese l'U.C.Castelcovati, squadra di calcio dilettantistica nata nel 1986 attualmente sciolta; ha militato per diversi anni nei campionati di Eccellenza e Promozione. Nel 2025 è stato fondata la squadra calcistica Castelcovati Calcio, che gioca attualmente in promozione.